# 6K (разрешение)

Сравнение разрешений для соотношения сторон 16:9

6K — обозначение разрешающей способности в цифровом кинематографе и компьютерной графике, приблизительно соответствующее 6000 пикселей по горизонтали.

## Описание
По информационной ёмкости разрешение 6K превосходит стандарт 4K на 125 %, и в 9 раз больше чем FullHD (1080p) — то есть в него «влезает» уже 9 картинок с телевизора разрешением 1920×1080 пикселей.
Видеоформат 6K Ultra HD (3240р — 5760х3240) является переходной ступенькой между стандартами высокой четкости 4K и 8K. У него больше шансов стать распространённым стандартом высокой четкости в фильмах, на телевидении, в видеоиграх и в виртуальной реальности после внедрения стандарта 4K Ultra HD (2160р — 3840×2160), так как он является менее ресурсоёмким и соответственно менее дорогим в обработке на компьютерной технике, чем максимальный стандарт высокой четкости 8K Ultra HD (4320р — 7680×4320).
Видео в стандарте 6К можно воспроизводить на устройствах (телевизорах и мониторах), изготовленных не только по стандартам 6К, но и на более дешёвом оборудовании изготовленном по упрощённым стандартам разрешения 5K, например на мониторе Apple Studio Display 5K, или же на более дорогой технике отвечающей стандарту высокой четкости 8K Ultra HD.
В 2014 году была снята первая кинолента полностью в разрешении 6K с использованием камеры RED Dragon — которой является фильм «Исчезнувшая».
За ним в 2015 году был снят фильм «Изгой-один. Звёздные войны: Истории», содержащий сцены в формате 6K снятые на камеру Arri Alexa 65.
Сегодня на 2022 год, практически все цифровые фильмы предлагаемые для просмотра в формате 4K Ultra HD на дисках Blu-ray Disc или в интернете на кино-сервисах, как правило были сняты в формате 6K или крайне редко даже в формате 8K (так как для обработки видео формата 8K нужна самая современная и максимально мощная, а соответственно максимально дорогая компьютерная техника — типа рабочей станции Apple Mac Studio в максимальной конфигурации), а затем они были обработаны в видеоредакторе и конвертированы в более доступный для просмотра формат 4K Ultra HD. Так как у массового потребителя сегодня телевизоры и мониторы в лучшем случае поддерживают только лишь формат 4K Ultra HD. Также и интернет-соединения сегодня ограничены пропускной способностью, а чтобы смотреть потоковое видео формата 6K Ultra HD или тем более 8K Ultra HD, скорость соединения должна быть выше 1 гигабита, поэтому в большинстве случаев сегодня не возможно просматривать на кино-сервисах или видеохостингах фильмы большего формата чем 4K Ultra HD.
Телевизоры же формата 6K Ultra HD или тем более 8K Ultra HD сегодня присутствуют на рынке, но являются крайне дорогими люксовыми предметами роскоши совершенно не доступными массовому потребителю. Массовый же потребитель сегодня может увидеть фильм в формате 6K Ultra HD или 8K Ulrta HD только лишь в самых современных домашних и коммерческих цифровых кинотеатрах на экране большого размера.
Современные игровые приставки такие как Microsoft Xbox Series X/S и Sony PlayStation 5 2020 года выпуска, технически поддерживают рендеринг компьютерных игр в разрешении 6K, но как правило у потребителя нет телевизора или монитора, который мог бы отображать игру в таком высоком разрешении. Плюс пока что при разрешении 6K, аппаратной мощности GPU не хватает и картинка в игре становится дёрганной из-за низкой частоты кадров — не выше 60 FPS, поэтому и большинство издателей из индустрии компьютерных игр пока не предусматривают такой возможности в своих играх или в лучшем случае после генерации изображения в разрешении 6K используют суперсемплинг для преобразования картинки в более доступный формат разрешения 4K.

## Разрешение
| Разрешение, пикселей | Соотношение сторон | Всего пикселей |
| -------------------- | ------------------ | -------------- |
| 5760 × 3240          | 16:9               | 18 662 400     |
| 6016 × 3200          | ≈17:9              | 19 251 200     |
| 6016 × 3384          | 16:9               | 20 358 144     |
| 6144 × 3240          | 256:135 (~1.896:1) | 19 906 560     |
| 6144 × 3456          | 16:9               | 21 233 664     |
| 6400 × 4096          | 25:16              | 26 214 400     |

Разрешение 6K превосходит другой стандарт — 4K — приблизительно в полтора раза по каждой стороне кадра.
6K UHD можно представить как 1080p формат, объединённый три раза по вертикали и горизонтали. Пример:
- ширина: 1920×3=5760
- высота: 1080×3=3240

| 6K UHD (5760×3240=18 662 400 пикселей) | 6K UHD (5760×3240=18 662 400 пикселей) | 6K UHD (5760×3240=18 662 400 пикселей) |
| -------------------------------------- | -------------------------------------- | -------------------------------------- |
| 1080p (1920×1080)                      | 1080p (1920×1080)                      | 1080p (1920×1080)                      |
| 1080p (1920×1080)                      | 1080p (1920×1080)                      | 1080p (1920×1080)                      |
| 1080p (1920×1080)                      | 1080p (1920×1080)                      | 1080p (1920×1080)                      |

## Устройства

### Телевизоры
- Samsung The Wall Luxury 219-дюймовый телевизор с разрешением 6K[12].

### Мониторы

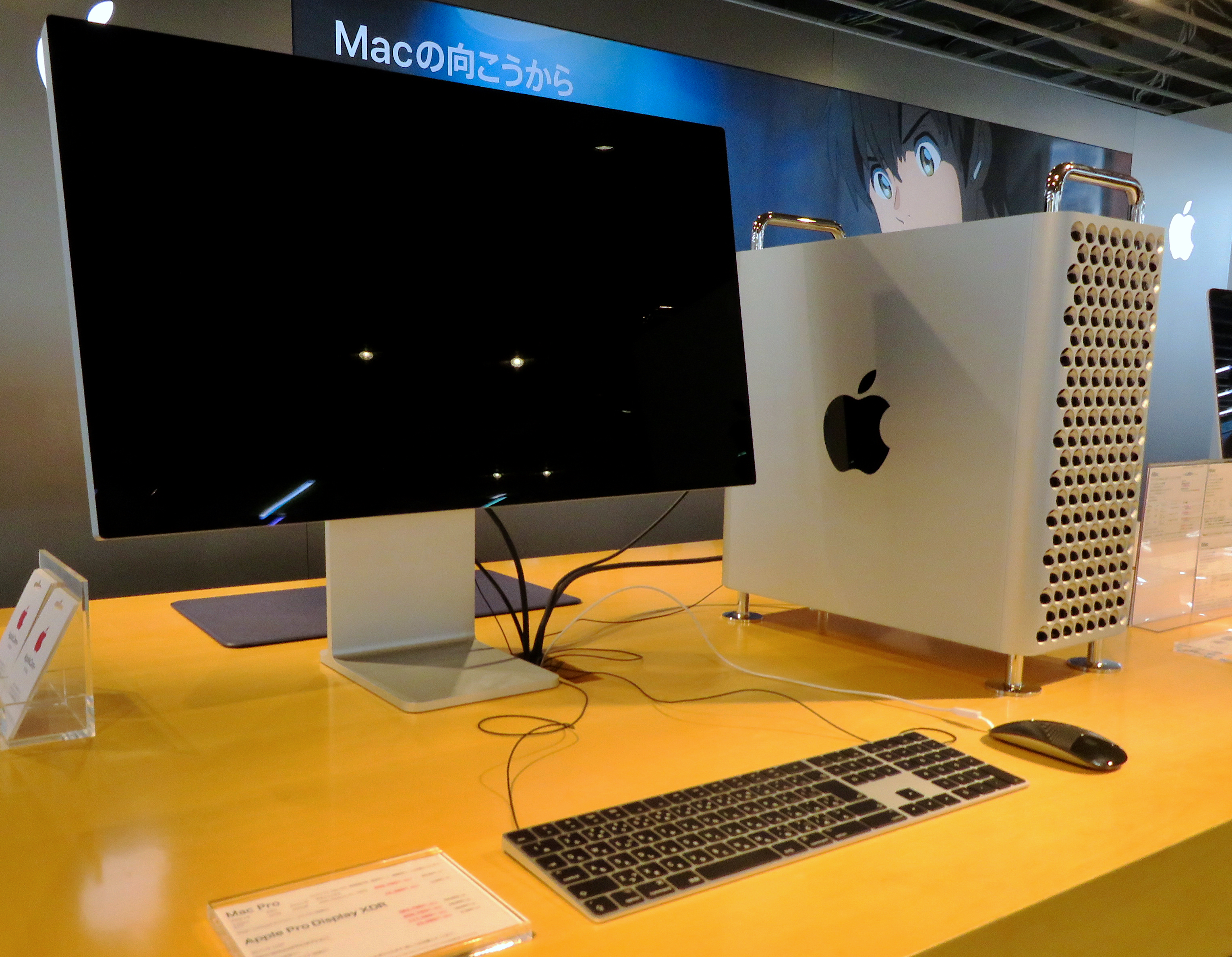
Монитор Apple Pro Display XDR подключённый к компьютеру Mac Pro через Thunderbolt 3 (USB-C).

- Apple Pro Display XDR[англ.] (2019) — 32-дюймовый монитор с разрешением 6016 × 3384 пикселей (соотношение сторон 16:9)[13][14].
- Dell UltraSharp 32 (2023) — 32-дюймовый монитор с разрешением 6144 × 3456 пикселей (соотношение сторон 16:9)[15].

### Камеры
- Arri Alexa 65[англ.] — 6,5K камера с максимальным разрешением 6560x3102 пикселей[8].
- Blackmagic Pocket Cinema Camera 6K[англ.] — цифровая 6K-камера 2019 года c полнокадровым сенсором Super 35 HDR-видео[16].
- Blackmagic Pocket Cinema Camera 6K Pro[англ.] — улучшенная цифровая 6K-камера 2021 года c полнокадровым сенсором Super 35 HDR-видео[17].
- DJI Zenmuse X7[англ.] — компактная камера формата Super 35 для профессиональной киносъёмки, снимает видео в разрешении 6K (CinemaDNG[англ.]) и в 5,2K (Apple ProRes)[18][19].
- Panasonic Lumix S1H[англ.] — полнокадровая 6K-видеокамера[20][21].
- RED Dragon 6K — 6K-камера для профессиональной киносъёмки[22].

## Стандарты YouTube
Лидер рынка видеохостинга YouTube для видео с соотношением сторон 16:9 рекомендует использовать следующие разрешения:
- 4320p (8K): 7680 x 4320
- 2160p (4K): 3840 x 2160
- 1440p (2,5K): 2560 x 1440
- 1080p (HD): 1920 x 1080
- 720p (HD): 1280 x 720
- 480p (SD): 854 x 480
- 360p (SD): 640 x 360
- 240p (SD): 426 x 240

С 2022 года на платформе постепенно прекращается поддержка воспроизведения видео в разрешениях между 4K и 8K. Например, разрешение 5K может быть больше не доступно.